# 관산성 전투
관산성 전투는 554년 신라와 백제ㆍ가야ㆍ왜 연합군이 관산성(管山城, 지금의 충북 옥천)에서 싸워 신라군이 백제ㆍ가야ㆍ왜의 연합군을 전멸시키고 백제 성왕을 전사시킨 전투이다.

## 원인
551년에 나제 동맹(433~553)을 맺고 있었던 백제와 신라는 고구려가 내부에 큰 혼란이 있다는 것을 알고 있었기 때문에 기회를 놓치지 않고 남평양을 공격해 죽령 이북 10개군을 빼앗았다. 한강 이북을 확보한 신라는 군현을 설치하여 방어 체계를 갖춰 나갔으며, 다시 북진하자는 백제의 요청을 거절하였다. 이에 고구려는 나제 동맹 중이었던 신라에 화친을 요청하였고, 552년 신라와 고구려가 형식적으로 정전이 성사되었다.
이와 같은 정황은 일본서기에서도 나타난다. 552년 혹은 553년 5월에 백제에서 중부(中部) 덕솔 목리금돈(木刕今敦) 과 하내부(河內部) 아사비다(阿斯比多) 등을 일본에 보내었는데, 고구려가 신라와 화친하여 '백제와 임나'를 공격하고자 하니 선제공격을 계획하고 있다고 전한다.
한편, 외교 관계가 고립된 백제의 성왕은 한강 이남을 포기하고 군사를 물렸다. 이에 신라의 진흥왕은 553년 7월 군사를 파병하여 한강 이남까지 확보하고 신주(新州)를 설치하였으며 그 예하에 신주정(新州停)을 두었지만 나제동맹은 파기되었다.
553년 9월, 성왕은 왜국에 사신을 보내 군대를 요청하였으며 그해 10월에 자신의 딸을 신라 진흥왕의 소비(小妃)로 삼게 한 뒤, 554년 7월 왜군이 도착하자 태자 부여창으로 하여금 왜와 가야를 동원해서 신라를 공격하게 하였으며 관산성 전투에서 백제군이 크게 패하고 성왕도 전사하면서, 끝까지 적으로 지내게 된다.

## 결과
상술했듯이 400년, 404년 아신왕 때처럼 태자 부여창이 지휘하는 백제의 주력군 말고도 가야와 왜국의 원병까지 거느리고 있었다. 《일본서기》긴메이키(欽明紀)에 보면 동방령(東方領) 물부막기부련(物部莫奇武連)의 군사를 앞세워 함산성(函山城, 管과 函은 같은 뜻)을 공격하게 했다. 관산성은 신라가 새로 점령한 한강하류 지역과 연결되는 전략적 요지였다. 12월 9일 유시(酉時)에 연합군은 관산성을 불태우고 함락시켰다. 이때 신라에서는 각간 우덕(于德)과 이찬 탐지(耽知)등이 군사를 이끌고 백제군에 맞섰지만, 부여창이 이끄는 연합군에게 모두 격파당하고 드디어 구타모라(久陀牟羅)에 연합군 요새가 수축되었다.

## 성왕의 사망
진흥왕은 신라의 장군 김무력으로 하여금 원군을 출병시켰고, 관산성으로 향하던 신라의 원군은 신라의 영토인 대본영(大本營)으로 향하던 성왕을 구천(狗川)에서 사로잡았다. 그리고 신라의 비장(裨將)인 삼년산군(三年山郡)의 고간(高干) 도도(都刀)가 백제 성왕을 처형하였다.

## 평가
관산성 전투는 많은 연구에서 신라군의 극적인 승리로 간주되어 왔고 이 전투에서 신라와 백제의 역학관계는 완전히 뒤집혀 백제가 쇠퇴일로를 걸었다는 것이 정설로 여겨진다. <전쟁의 발견>에서 이희진 교수는 초반 관산성 전투는 백제가 다소 우위를 점하고 있었으며, 관산성 전투에 대한 한 《삼국사기》보다는 《일본서기》기록이 보다 더 사실에 가까운 내용을 전하고 있다고 주장한다. 성왕은 처음부터 끝까지, 관산성에 투입된 백제 주력군과는 함께 행동한 일이 없으며, 《삼국사기》에서 성왕이 데리고 갔던 50명은 성왕이 측근에서 움직이는 경호병력이자 성왕의 주요 측근들이었다. 얼마 전에 큰 전투를 치른 전장에서 불과 50명에 불과한 정도를 가지고 밤에 야습을 감행한다는 것은 상식적으로 생각해도 있을 수 없는 일이며, 측근까지 대동하는 것은 처음부터 '전쟁'을 염두에 두고 움직인 것이라고 보기는 어렵다. 오히려 태자 창이 이끄는 백제 주력군에 의해 관산성이 함락된 직후 후방에서 호위병을 이끌고 이 전쟁에 직접 참여하기 위하여, 내지는 전후처리 문제를 해결하기 위하여 관산성으로 오고 있었다고 보는 것이 자연스러운 해석이다. 관산성 전투 발발 직후 신주군주 김무력은 증원군을 거느리고 연합군에게 반격을 가하려는 급박한 와중이었는데 불구하고 말이다.
또한 백제가 입은 피해에 대해서도 《삼국사기》에 "좌평(佐平) 네 명과 군사 29,600명을 목베었고 한 마리의 말도 돌아간 것이 없었다."라고 되어 있어, 당시로서는 대규모에 해당하는 3만이라는 수가 관산성에서 전멸했다는 《삼국사기》기록을 들어 백제가 입은 타격의 정도를 설명해왔지만, 같은 책 권41 열전1 김유신 상(上)에서는 "할아버지 무력(武力)은 신주도행군총관(新州道行軍摠官)이 되어, 일찍이 군사를 거느리고 가서 백제왕과 그 장수 네 사람을 잡고 1만여 명의 머리를 베었다."고 하고 있어 수적으로 차이를 보이고 있다. 이것에 대해서 1만 급이라고 기록한 것은 김무력 부대 자체의 성과이며, 여기에 다른 신라군의 성과가 합쳐진 숫자가 29,600으로 나타났다고 볼 수도 있지만 이때 탐지, 우덕이 이끌던 신라군이 연합군에게 격파당한 상황에서 신라군 전력 가운데 백제ㆍ왜ㆍ가야 연합군에 맞설 수 있는 것은 김무력 부대 하나뿐이었고, 그나마도 김무력 부대 이외의 다른 신라군 부대가 1만에 준하는 전과를 올릴 수 있을 정도로 집결한다는 것은 거의 불가능한 일이었다. 성왕의 목을 직접 베게 되는 비장 도도가 이끄는 삼년산성 병력도 전투 지역에서 가까운 지역에 국한되어 동원할 수 있을 뿐이므로 질적으로나 양적으로나 대단한 군세라고 보기는 어려웠다.
더욱이 관산성 전투 이후 신라에서의 논공행상 과정을 보면 신라군 지휘부의 각간 우덕과 이찬 탐지, 신주군주 김무력의 행보는 서로 큰 차이를 보이고 있다. 특히 관산성에서 백제군에 맞서 싸웠던 신라의 이찬 탐지는 일찍이 진흥왕 12년에 있었던 고구려 정벌에 잡찬의 지위로 참전했음에도 불구하고, 관산성 전투 이후로는 그 이름을 《삼국사기》안에서 더 이상 찾아보기 힘든 데 반해 김무력은 이후로 승승장구하여 후손들까지 신라 조정에서 요직을 맡아 영화를 누리게 되었다는 것은 탐지가 김무력에 비해 관산성에서 별다른 공을 세우지 못했고 오히려 연합군에게 패배한 책임을 물어 실각당했을 가능성을 보여준다는 것이다. 이것으로 본다면 탐지나 우덕이 김무력에 비하면 별다른 공을 세우지 못했으며, 관산성의 신라군은 김무력의 군사와 합해 연합군에 대한 반격을 개시했다고 볼 여지도 없게 된다.
신주에 있던 김무력의 군대는 북방의 군사적 위치 때문에 관산성 전투에 직접적으로 참가하지 못한 대신, 관산성이 함락된 뒤 파병되었다. 관산성으로 이동하던 김무력 부대는 이동 과정에서 주변의 신라군까지 징집해 합류시키며 관산성으로 향했고, 삼년산성 군사들은 그때 합류한 부대 가운데 하나였다. 비록 신라군이 성왕의 관산성 행차 사실을 사전에 미리 알고 군사를 매복시켰다가 성왕을 잡아 죽였지만 이것에 대해서도 성왕의 행보가 어떻게 신라군에게 입수되었는지, 그렇다고 해도 어떻게 성왕이 지나가는 길목을 시간에 정확히 맞춰서 지킬 수 있었는지에 대해서도 구체적인 기록이 남아있지 않아 알 수 없다.
관산성 전투에서 백제군이 입은 타격은 군사적인 측면보다는 정치사회적 측면에서 더 컸다고 할 수 있다. 《일본서기》에서 '기로(耆老)' 혹은 '노신(老臣)'으로 대표되는 백제 유력귀족들이 극구 반대하던 전쟁이었고, 이때 전쟁을 밀어붙인 것이 백제군을 최전방에서 지휘하던 창이었다. 전쟁을 반대하는 귀족들 앞에서 왕권의 입지를 더 넓히기 위해서도 성왕과 태자 창은 신라에 대한 공격을 성공시켜야 했다. 그런데 관산성이 이미 함락된 상황에서 성왕이 뜻하지 않게 신라군의 매복에 걸려 죽고, 성왕뿐 아니라 성왕의 정책을 지지하고 추진할 측근, 《삼국사기》에서 '네 명의 좌평'으로 대표되는 요인들까지 함께 목숨을 잃었고, 반대로 처음 전쟁을 반대했던 귀족들의 발언권이 관산성 전투를 계기로 한층 더 커지면서 백제의 왕권은 위협을 받게 되었다. 더욱이 대고구려전에 비중을 두던 백제의 정책기조는 관산성 전투를 기점으로 대신라전으로 옮겨갔으며, 이후 백제는 가야 지역에 대한 영향력을 상실하고 가야 지역은 신라에 합병되었다.